# Lepassaare
Lepassaare – wieś w Estonii, w prowincji Võru, w gminie Võru.
Znajduje tu się stacja kolejowa Lepassaare, położona na linii Valga – Koidula.